# Auchy-lez-Orchies
Auchy-lez-Orchies település Franciaországban, Nord megyében. Lakosainak száma 1542 fő (2022. január 1.). Auchy-lez-Orchies Nomain, Bersée, Cappelle-en-Pévèle, Coutiches és Orchies községekkel határos.

## Népesség
A település népességének változása:
| Lakosok száma | 1517 | 1544 | 1553 | 1521 | 1509 | 1502 | 1493 | 1486 | 1542 |
|               | 2013 | 2015 | 2016 | 2017 | 2018 | 2019 | 2020 | 2021 | 2022 |